# Looking Back (chanson d'Aksel Kankaanranta)
Chansons représentant la Finlande au Concours Eurovision de la chanson
Look Away
(2019) Dark Side
(2021)
Pour les articles homonymes, voir Looking Back (homonymie).
Looking Back est une chanson du chanteur finlandais Aksel Kankaanranta sortie le 28 janvier 2020 en téléchargement numérique. La chanson aurait dû représenter la Finlande au Concours Eurovision de la chanson 2020, à Rotterdam, aux Pays-Bas.

## À l’Eurovision
Looking Back devait représenter la Finlande au Concours Eurovision de la chanson 2020 après avoir remporté l'édition 2020 de l'Uuden Musiikin Kilpailu, la sélection du pays, le 4 mars 2020.
La chanson aurait dû être interprétée en treizième position de l'ordre de passage de la deuxième demi-finale, le 14 mai 2020. Cependant, le 18 mars 2020, l'annulation du Concours en raison de la pandémie de Covid-19 est annoncée.